# الاتحاد العماني لكرة القدم

الشعار السابق للاتحاد

تأسس الاتحاد العُماني لكرة القدم في عام 1978م وانضم إلى الاتحاد الدولي لكرة القدم والاتحاد العربي لكرة القدم في نفس العام مباشرة بعد تأسيسه قبل أن ينضم إلى عضوية الاتحاد الآسيوي لكرة القدم في عام 1980م.

## إنجازات وجوائز فرق ومنتخبات عمان
| السنة | الفريق           | الإنجاز       | المنافسة                     |
| ----- | ---------------- | ------------- | ---------------------------- |
| 1989  | نادي فنجاء       | البطل         | كأس الخليج للأندية 1989      |
| 1994  | نادي عمان        | الوصيف        | كأس الأندية الآسيوية 1993-94 |
| 1994  | منتخب تحت 17 سنة | المركز الثالث | كأس آسيا تحت 17 سنة          |
| 1995  | منتخب تحت 17 سنة | المركز الرابع | كأس العالم تحت 17 سنة        |
| 1996  | منتخب تحت 17 سنة | البطل         | كأس آسيا تحت 17 سنة          |
| 2000  | منتخب تحت 17 سنة | البطل         | كأس آسيا تحت 17 سنة          |
| 2004  | منتخب عمان       | الوصيف        | كأس الخليج 17                |
| 2007  | منتخب عمان       | الوصيف        | كأس الخليج 18                |
| 2009  | منتخب عمان       | البطل         | كأس الخليج 19                |